# Премия Академии Киджи
Премия Академии Киджи (итал. Premio Internazionale “Accademia Musicale Chigiana”) — премия в области академической музыки, присуждаемая ежегодно с 1982 г. Музыкальной академией Киджи.
Вручается молодым, но уже завоевавшим международное признание музыкантам — как правило, скрипачам или пианистам, однако возможны и исключения. Помимо денежного вознаграждения лауреат получает серебряную статуэтку работы скульптора Фрица Кёнига. Жюри премии состоит из музыкальных критиков ведущих международных изданий — таких, как Corriere della Sera, The Guardian, Neue Zürcher Zeitung, Frankfurter Allgemeine Zeitung. Финансовую поддержку премии оказывает компания Mercedes Benz.

## Лауреаты
- 1982 — Гидон Кремер
- 1983 — Питер Серкин
- 1984 — Шломо Минц
- 1985 — Кристиан Цимерман
- 1986 — Анне-Софи Муттер
- 1987 — Андраш Шифф
- 1988 — Виктория Муллова
- 1989 — Андрей Гаврилов
- 1990 — Франк Петер Циммерман
- 1991 — Евгений Кисин
- 1992 — Гил Шахам
- 1993 — Эса-Пекка Салонен
- 1994 — Андреа Луккезини
- 1995 — Максим Венгеров
- 1996 — Квартет Хаген
- 1997 — Табеа Циммерман
- 1998 — Лилия Зильберштейн
- 1999 — Матт Хаймовиц
- 2000 — Юлиан Рахлин
- 2001 — Лейф Ове Андснес
- 2002 — Хилари Хан
- 2003 — Аркадий Володось
- 2004 — Квартет Артемиды
- 2005 — Сара Чанг
- 2006 — Пол Льюис
- 2008 — Лиза Батиашвили
- 2010 — Рафал Блехач